# Gilles Kepel

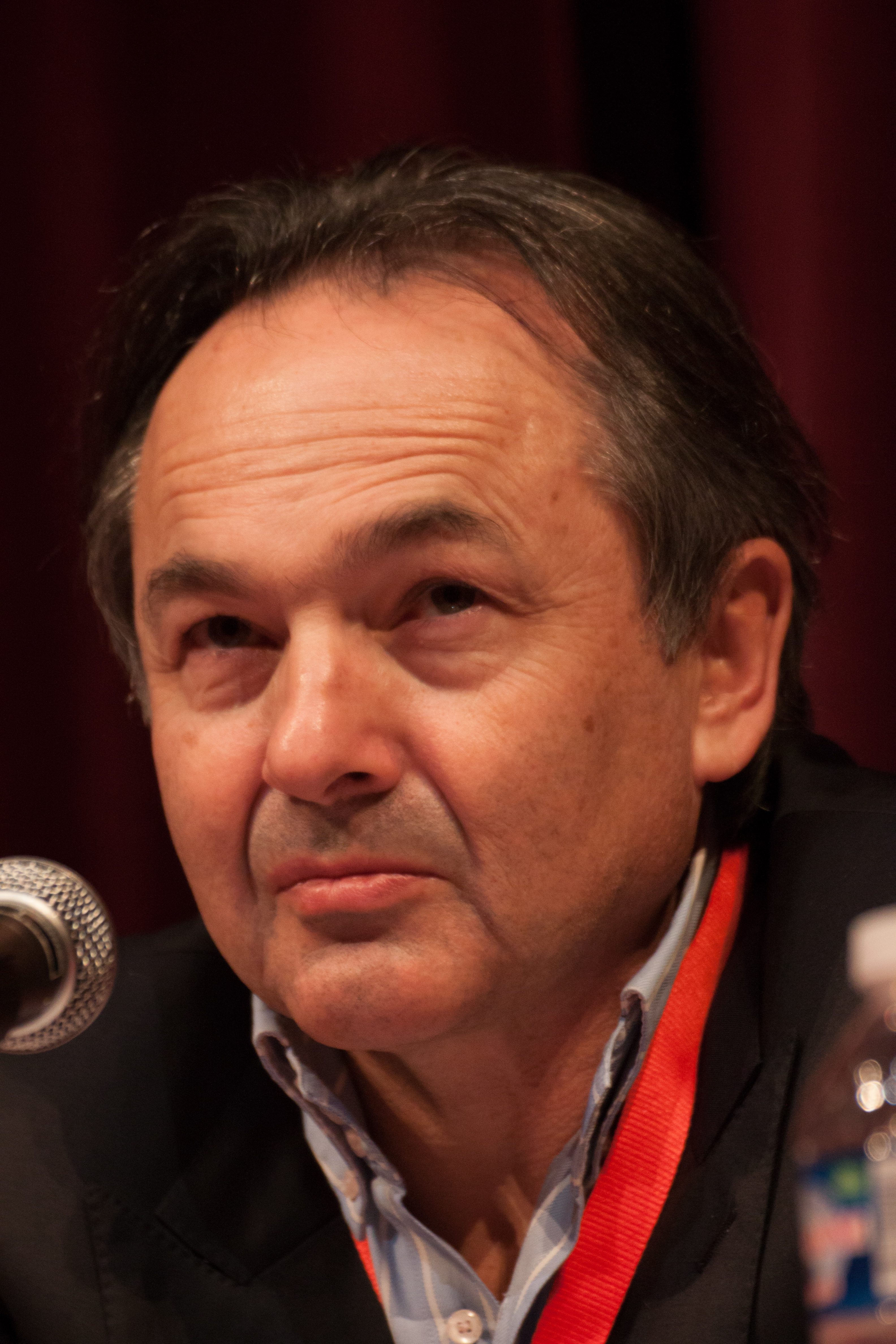
Gilles Kepel

Gilles Kepel, född 1953 i Paris, är en fransk statsvetare som specialiserat sig på samtida islam och Arabvärlden. Han är professor vid Sciences Po och medlem i Institut universitaire de France.

## Liv och verk
Gilles Kepel, med examen i arabiska och filosofi, har dubbel doktorstitel i sociologi och statsvetenskap. Han har undervisat vid New York University och Columbia University på nittiotalet och vid London School of Economics 2009-2010.
Han har författat många verk alltsedan 1984 och finns översatt till många språk världen över. 
Han studerar utvecklingen inom islamismen och drar slutsatsen att dess radikalisering är ett tecken på förfall snarare än ökad styrka . Han vidhåller sin tes även efter händelser som 11 september-attackerna 2001 och Terrordåden i Paris i november 2015.  

## Tankar och analyser
Kepel har lämnat betydande bidrag till förståelsen av Islam som en ideologisk, politisk och social kraft såväl i den muslimska världen som inom immigrantsamhällen i väst. Han har särskilt belyst fenomenet fundamentalism och påvisat att denna sedan 70-talet utgjort en avgörande kraft världen över i skilda religioner som protestantism, katolicism, judendom och islam. Fundamentalismen är i stor utsträckning en negativ reaktion mot moderniteten, som betraktas som ett främmande fördärv och som måste utrotas för att gå tillbaka till ett tidigare tillstånd av religiös renhet. 

## Verksamhet
Kepler medverkar regelbundet i Le Monde, New York Times, La Repubblica, El País och i flera arabiska medier. 
Han är medlem i styrelsen för Institut du monde arabe

## Publikationer

### På franska och engelska
- Le Prophète et le Pharaon. Aux sources des mouvements islamistes, Paris, Le Seuil, [1984], revised edition 1993.
- Les banlieues de l'Islam. Naissance d'une religion en France, Paris, Le Seuil, [1987], 2nd edition 1991.
- The revenge of God: The resurgence of Islam, Christianity and Judaism in the modern world, Cambridge, Polity, 1994.
- A l'ouest d'Allah, Paris, Le Seuil, [1994], 1996.
- Allah in the West: Islamic movements in America and Europe, Oxford, Polity, 1997.
- Chronique d'une guerre d'Orient, automne 2001. Brève chronique d'Israël et de Palestine', avril-mai 2001, Paris, Gallimard, 2002.
- La Revanche de Dieu: Chrétiens, juifs et musulmans à la reconquête du monde, Paris, Le Seuil, [1991], 2003.
- Jihad : expansion et déclin de l'islamisme, Paris, Gallimard, [2000], revised edition 2003.
- Bad moon rising: A chronicle of the Middle East today, London, Saqi, 2003.
- The War for Muslim Minds: Islam and the West, Cambridge, Mass / London, Belknap Press, 2004. — tranaslation of Fitna. guerre au coeur de l'islam : essai, Paris, Gallimard, 2004.
- Jihad: The Trail of Political Islam, London, I.B. Tauris, 2004.
- The roots of radical Islam, London, Saqi Books, 2005.
- Du jihad à la fitna, Paris, Bayard / BNF, 2005.
- G. Kepel and J-P Milelli (ed.), Al Qaeda in its own words, HUP, 2008.
- Beyond terror and martyrdom: The future of the Middle East, Cambridge, Harvard Belknap Press, 2008.
- Passion arabe (2013)
- Passion française (2014)

### På svenska
- Gud tar hämnd, 1993
- Kampen om islam,2006
- Saint-Denis : berättelsen om en Parisförort, 2014

### På danska
- Gud tager revanche,1992